# (1830) Pogson
(1830) Pogson – planetoida z pasa głównego planetoid.

## Odkrycie
Planetoida została odkryta 17 kwietnia 1968 roku w Observatorium Zimmerwald w Szwajcarii przez Paula Wilda. Nazwa planetoidy pochodzi od Normana Pogsona (1829–1891), angielskiego astronoma. Przed nadaniem nazwy planetoida nosiła oznaczenie tymczasowe (1830) 1968 HA.

## Orbita
Orbita (1830) Pogson nachylona jest do płaszczyzny ekliptyki pod kątem 3,95°. Na jeden obieg wokół Słońca ciało to potrzebuje 3 lat i 86 dni, krążąc w średniej odległości 2,18 au od Słońca. Mimośród orbity dla tego ciała to 0,05.

## Właściwości fizyczne
Pogson ma średnicę ok. 10 km. Jego jasność absolutna to 12,45m. Okres rotacji wyznaczono na 2 godziny i 34 minuty. Jest to planetoida typu S.

## Księżyc planetoidy
Astronomowie z różnych obserwatoriów (Ondrejov Observatory, Hunters Hill Observatory, Leura Observatory i Carbuncle Hill Observatory) donieśli na podstawie obserwacji zmian jasności krzywej blasku (1830) Pogson o odkryciu w towarzystwie tej planetoidy księżyca. Informacja o odkryciu podana została w maju 2007 roku. Satelita ma szacunkowe rozmiary ok. 3 km. Odległość pomiędzy obydwoma składnikami to 25-30 km, a okres orbitalny 24,24 (?) godziny.
Księżyc został tymczasowo oznaczony S/2007 (1830) 1.